# Temps de télescope
Expression d'astronomie, elle est parfois remplacée par : période d'utilisation. Le temps de télescope étant précieux, il est nécessaire de faire une demande de temps d'observation pour ajuster au mieux le temps. Sa signification n'est pas la même en astronomie professionnelle qu'en astronomie amateur.
Chez les professionnels, les organismes et institutions qui participent au financement d'un instrument disposent d'un pourcentage en temps d'utilisation de cet instrument. Cette période d'utilisation sert de base à l'établissement du programme d'observation de l'instrument.
Chez les amateurs, il correspond à un prêt ou location du matériel d'observation par une structure associative (le plus souvent sur place). Certaines associations, disposant de télescope de grand diamètre, demandent l'envoi d'un projet précis décrivant les observations à réaliser. En fonction du projet, l'association alloue des périodes d'utilisation si le projet est retenu. Dans les autres cas, l'instrument est en « libre utilisation ».

## Définition
Il est utile de définir le temps de télescope disponible pour pouvoir planifier les différentes observations possibles par le télescope. En effet, il est rare que le ciel soit parfait tous les jours. Les sites d'observations sont choisis de sorte à maximiser le temps de télescope.